# Tris(2,4-di-tert-butylphenyl)phosphit
Tris(2,4-di-tert-butylphenyl)phosphit ist eine chemische Verbindung aus der Gruppe der Alkylbenzole und Phosphite.

## Vorkommen
Tris(2,4-di-tert-butylphenyl)phosphit wurde in Industrieabwasser und in Früchten nachgewiesen, wobei bei letzterem die Verbindung wahrscheinlich aus Plastikverpackungen stammt.

## Gewinnung und Darstellung
Tris(2,4-di-tert-butylphenyl)phosphit kann durch Reaktion von 2,4-Di-tert-butylphenol mit Phosphortrichlorid und einer Base wie Pyridin oder Benzothiazol in einem Lösungsmittel gewonnen werden.

## Eigenschaften
Tris(2,4-di-tert-butylphenyl)phosphit ist ein brennbares, schwer entzündbares, weißes Pulver, das praktisch unlöslich in Wasser ist. Sie zersetzt sich bei Temperaturen über 350 °C.

## Verwendung
Tris(2,4-di-tert-butylphenyl)phosphit ist ein Phosphit, das in der Katalyse eingesetzt werden kann. Es geht auch Metallierungsreaktionen ein und kann in Biaryl-Kupplungsreaktionen eingesetzt werden. Die Verbindung kann auch als Kettenverlängerer und Verarbeitungsstabilisator verwendet werden, der die Herstellung stabiler polymerer Materialien wie Polymilchsäure (PLA), Polyolefine usw. erleichtert. Sie wird auch als Antioxidationsmittel für Polymere verwendet.
Bei der Polymerverarbeitung kann es jedoch zu verschiedenen Abbauprodukten wie 2,4-Di-tert-butylphenol, 1,3-Di-tert-butylbenzol und Tris(2,4-di-tert-butylphenyl)phosphat abgebaut werden.

## Externe Links zu erwähnten Verbindungen
1. ↑  Externe Identifikatoren von bzw. Datenbank-Links zu 1,3-Di-tert-butylbenzol:  CAS-Nr.: 1014-60-4, PubChem: 136810, ChemSpider: 120562, Wikidata: Q27160875.
2. ↑  Externe Identifikatoren von bzw. Datenbank-Links zu Tris(2,4-di-tert-butylphenyl)phosphat:  CAS-Nr.: 95906-11-9, PubChem: 14572930, ChemSpider: 10612755, Wikidata: Q27277562.